# Rolf Thung
Rolf H. Thung (Naarden, 27 juli 1951) is een Nederlands voormalig tennisser. Hij studeerde vanaf 1977 economie in Amsterdam

## Sport
Hij is lid van 't Melkhuisje in Hilversum, waar ook zijn moeder Berna Thung heeft gespeeld. Op 17-jarige leeftijd koos Thung definitief voor tennis in plaats van schaken. 
Van 1969 tot 1981 speelde hij in het eerste team van zijn tennisvereniging. In 1980 bestaat het eerste team uit onder anderen Betty Stöve en Piet van Eijsden.

### Nationaal
Thung nam tussen 1969 en 1983 veertien keer deel aan de internationale tenniskampioenschappen van Nederland.
In december 1975 werd hij nationaal indoorkampioen in Wormerveer door zijn dubbelpartner Theo Gorter te verslaan. Verder werd hij tweemaal dubbelkampioen buiten en vier keer dubbelkampioen indoor.

### Internationaal
- Davis Cup: 1974, 1975, 1977, 1978, 1979
- 1974: Op Wimbledon haalde hij de derde ronde; hij won er van Alex Mayer (7-9, 2-6, 3-6) en verliest hij van Tom Gorman (8-6, 1-6, 1-6).
- 1975: Winnaar Asian Championships in Lahore. De halve finale won hij tegen Haroon Rahim, de finale tegen Milan Holecek.
- 1978: British Hardcourt Bournemouth HD met Louk Sanders

### Davis Cup
Na zijn deelname aan de Indian Tour in 1974 speelde hij zijn eerste Davis Cup, onder anderen tegen Björn Borg, die dat jaar het Italian Open en Roland Garros won. In totaal speelde Thung veertien partijen en won er zes.

## Resultaten grandslamtoernooien
| Legenda | Legenda                          |
| ------- | -------------------------------- |
| g.t.    | geen toernooi gehouden           |
| l.c.    | lagere categorie                 |
| –       | niet deelgenomen                 |
| G       | uitgeschakeld in de groepsfase   |
| 1R      | uitgeschakeld in de eerste ronde |
| 2R      | uitgeschakeld in de tweede ronde |
| 3R      | uitgeschakeld in de derde ronde  |
| 4R      | uitgeschakeld in de vierde ronde |
| KF      | uitgeschakeld in de kwartfinale  |
| HF      | uitgeschakeld in de halve finale |
| F       | de finale verloren               |
| W       | het toernooi gewonnen            |
| w-v     | winst/verlies-balans             |

### Enkelspel
| Toernooi        | 1974 | 1975 | 1976 | 1977 | 1977 |
| --------------- | ---- | ---- | ---- | ---- | ---- |
| Australian Open | –    | –    | –    | –    | –    |
| Roland Garros   | –    | 1R   | –    | –    | –    |
| Wimbledon       | 3R   | 1R   | 1R   | 1R   | 1R   |
| US Open         | –    | 1R   | 1R   | –    | –    |

### Mannendubbelspel
| Toernooi        | 1975 | 1976 | 1977 | 1977 | 1979 |
| --------------- | ---- | ---- | ---- | ---- | ---- |
| Australian Open | –    | –    | –    | –    | –    |
| Roland Garros   | –    | –    | –    | –    | –    |
| Wimbledon       | 1R   | 1R   | –    | –    | –    |
| US Open         | 1R   | 2R   | –    | –    | 1R   |

## Nevenfuncties
- Voorzitter Koninklijke Nederlandse Lawn Tennis Bond (KNLTB) te Amersfoort (tot 2017)
- Voorzitter VVD te Amstelveen (tot medio 2011)
- Voorzitter Commissie Thung (Aedes eindrapport 2006)
- Voorzitter Raad van Commissarissen Woningcorporatie Eigen Haard te Amsterdam (tot eind 2008)
- Oprichter en eigenaar People Intouch B.V. (2004-2022): meldsysteem SpeakUp geeft medewerkers van bedrijven de kans anoniem melding te maken van misstanden binnen de desbetreffende organisatie.

Rolf Thung is getrouwd en heeft twee kinderen.